# NGC 5877
NGC 5877 és un grup de tres estrelles a la constel·lació de libra. No és clar si és un sistema estel·lar triple o un asterisme i les fons consultades no es posen d'acord en el tema i per evitar malentesos no s'ha especificat. Les coordenades del NGC 5877 són 15h 12m 53,1s d'ascensió recta i -4º 55' 27" de declinació.
El grup va ser descobert el 24 de maig de 1867 per l'astrònom alemany Johann Friedrich Julius Schmidt.